# THANK YOU SO MUCH
『THANK YOU SO MUCH』（サンキュー・ソーマッチ）は、サザンオールスターズの16作目のオリジナル・アルバム。2025年3月19日にCD・レコード・ダウンロード配信・ストリーミングで発売された。発売元はタイシタレーベル / SPEEDSTAR RECORDS。キャッチコピーは「この歌と出会い あなたがいれば 何も怖くない――」。

## 背景
自身のオリジナル・アルバムとしては、前作の『葡萄』から10年ぶりとなる発売である。2024年6月25日に7作目の配信シングルの「恋のブギウギナイト」のリリース発表とともに本作の制作が発表された。その時はレコーディング中であったために収録曲やタイトルなどは決まっていなかったが、2024年11月13日に本作のタイトル、2025年1月6日に発売日が発表された。
ジャケット写真では日本人形（埼玉県鴻巣市の「マル武人形」のひな人形）が使用されている。アルバムがリリースされる3月は桃の節句もあり、子ども達の幸せを願う春の季節でもある。古来より日本を見守り、人々の願いに寄り添い続けてきた日本人形ならではな繊細さ、侘び寂びが、ストレートな『THANK YOU SO MUCH』という英字タイトルと同居し、厳かでありながら“軽み（かろみ）”を感じさせる1枚になっている。内村光良（ウッチャンナンチャン）は本作の内容及びジャケットを「新作を聴いてまず感じたのは、桑田さんはこの国のことが大好きなんだなと。年を重ねられて思うことがあるのかなと思いましたし、ジャケットも含めて、ニッポンということを感じました」と評価する発言を行っている。なお、CDの完全生産限定盤は三方背のくるみケースとなるため、通常盤とはまた違った大きいサイズでのレイアウトとなり、アナログ盤においてはCDとは異なるアングルの写真が使用されたジャケットとなっている。
制作時期の関係もあり、『海のOh, Yeah!!』以降のシングル曲では「愛はスローにちょっとずつ」が本作に未収録となった。

## 音楽性
桑田は本作について「この作品は“読み物”としての側面も大切にしたい」という発言を行っている。また、桑田は本作に関しては「企み（たくらみ）がないアルバム」としており、自らの曲作りについても「企み始めるとバレる。でも、意図しないものは強い。純粋無垢で企みがない時は、それなりのものを作ってきた」と語っており、例として「ごめんね母さん」の歌詞に関して「"だからもうしない"っていうところがあるんですけど、『仮に歌っとくね』ってパッとうたった1回きりのやつ（仮歌のテイク）をいくつか残していたり...企みがないんですよね。意外と、サラッと苦労なく出てきた言葉って強いんじゃないかな」と解説している。

## リリース
本作はSPECIAL DISC（AはBlu-ray Disc、BはDVD）とSPECIAL BOOK『よむ“THANK YOU SO MUCH” / かたる “THANK YOU SO MUCH”』が付属する完全生産限定盤、通常盤、2枚組アナログ盤の計4形態でリリースされた。SPECIAL DISCには昨年9月に茨城・国営ひたち海浜公園で行われた音楽フェス「ROCK IN JAPAN FESTIVAL 2024 in HITACHINAKA」より、サザンが“最後の夏フェス”として出演したステージの模様の全編が、ドキュメンタリー映像を織り交ぜ、新たに編集された内容で収録される。

## プロモーション

### 発売関連企画
よむ“THANK YOU SO MUCH”展
アルバムのリリースに先駆けて、後述する全国ツアー「THANK YOU SO MUCH!!」と帯同する形で本作品に関する展示イベントが開催された。石川県金沢市の石川県産業展示館では2025年1月10日から12日まで、広島市南区の広島駅南口地下広場では同月21日から24日まで、神戸市中央区のデュオこうべ デュオホールでは同月26日から29日まで、さいたま市中央区のさいたまスーパーアリーナ4階TOIRO STUDIOでは同年2月7日から9日まで、仙台市宮城野区のJR仙台イーストゲートビル1階ダテリウムでは同月19日から22日まで、香川県高松市の香川県立アリーナ（あなぶきアリーナ香川）では同月28日から3月2日まで、沖縄県中頭郡北中城村のイオンモール沖縄ライカムでは3月14日から同月17日までそれぞれ開催された。また、同年3月18日から同月31日までは東京・渋谷のタワーレコード渋谷店2階でアンコール展示会「よむ“THANK YOU SO MUCH”展〜あとがき〜」が開催されている。入場と観覧は無料となっていた。会場では先述した桑田の「この作品は“読み物”としての側面も大切にしたい」という意向が反映された内容となっており、アルバム収録曲の歌詞や、それにまつわる“読み物”に加え、サザンオールスターズの楽曲の誕生の地・ビクタースタジオ401stを視覚的に体感できるエリアなど、同イベント限定のコンテンツが設けられた。
サザンオールスターズ『THANK YOU SO MUCH』完成披露プレミア試聴会「#サザンと夜遊び」
『サザンオールスターズ『THANK YOU SO MUCH』完成披露プレミア試聴会「#サザンと夜遊び」』は、2025年2月22日 22時30分から23時55分に放送されたJFN系列の特別番組。リリースに先駆けて本作の収録曲を全曲オンエアする内容となっており、通常の『桑田佳祐のやさしい夜遊び』の放送と異なりradiko等でのタイムフリー機能による配信は行われない旨があらかじめアナウンスされた。

### テレビ披露
| 放送日        | 番組名                                                 | 放送局     | 披露曲 | 出典   |
| ------------- | ------------------------------------------------------ | ---------- | --- | ------ |
| 2025年3月21日 | サザンオールスターズ スペシャル 〜テレビからの贈り物〜 | NHK        | 「夢の宇宙旅行」 「悲しみはブギの彼方に」 「風のタイムマシンにのって」 「史上最恐のモンスター」 「桜、ひらり」 「神様からの贈り物」 | [ 18 ] |
| 2025年3月21日 | ミュージックステーション                               | テレビ朝日 | 「ジャンヌ・ダルクによろしく」 「ごめんね母さん」 「夢の宇宙旅行」                                                                  | [ 19 ] |
| 2025年3月22日 | with MUSIC                                             | 日本テレビ | 「桜、ひらり」 「夢の宇宙旅行」 「恋のブギウギナイト」                                                                              | [ 20 ] |

## ツアー
2025年1月11日から2025年5月29日まで5大ドームを含む、全国13箇所全26公演の『サザンオールスターズ LIVE TOUR 2025「THANK YOU SO MUCH!!」』を開催した。同ツアーはサザンのメンバーたっての希望で「石川県産業展示館4号館」から始まり「東京ドーム」公演で締めくくった。
石川公演では前年に発生した能登半島地震および能登半島豪雨の被災地の復興支援チャリティーも兼ねて隣接する3号館に「能登復興応援ブース」が設置され、同震災で甚大な被害を受けた輪島朝市に出店していたお店や飲食店などが集結した。このブースではブランド米「ひゃくまん穀」、能登豚を使用したホットドッグ、郷土野菜のスープといったご当地グルメや、輪島塗の食器や箸、石川県出身の漫画家・永井豪の代表作「マジンガーZ」のグッズも販売された。
香川会場は、サザンにとって41年ぶりの香川県公演となったほか、開催地のあなぶきアリーナ香川におけるこけら落としともなり、2日間で約14000人を動員した。また、これにあわせてJR四国、高松琴平電気鉄道、四国高速バスが臨時便を運行したほか、定期便も増結対応がなされるなどの対応があった。
同年5月29日には全国47都道府県、272か所の映画館にて最終公演となる東京公演（東京ドーム）でのライブの模様がライブ・ビューイングで実施された。
動員数は最終日のライブ・ビューイングも合わせて、約75万人となった。

## チャート成績
2025年3月31日付オリコン週間ランキングで初週23.1万枚を売り上げ、初登場1位を獲得し、通算19作目の首位獲得となった。また、本作の1位獲得で5年代（1980年代、1990年代、2000年代、2010年代、2020年代）連続1位を獲得した。この記録は、松任谷由実、桑田佳祐、山下達郎、竹内まりやに次いで史上5組目で、グループでの5年代連続1位獲得はオリコン史上初の記録となった。これによってグループおよびソロで5年代連続1位を獲得しているのは桑田のみとなった。

## 収録曲

### CD・LP
- 完全生産限定盤、通常盤、アナログ盤共通収録。既発曲の解説は各収録作品を参照のこと。

全作詞・作曲：桑田佳祐。
| #         | タイトル                       | 作詞      | 作曲・編曲 | 編曲                                             | 時間 |
| --------- | ------------------------------ | --------- | ---------- | ------------------------------------------------ | ---- |
| 1.        | 「恋のブギウギナイト」         |           |            | サザンオールスターズ&片山敦夫                    | 4:55 |
| 2.        | 「ジャンヌ・ダルクによろしく」 |           |            | サザンオールスターズ                             | 3:49 |
| 3.        | 「桜、ひらり」                 |           |            | サザンオールスターズ&片山敦夫 片山敦夫（弦編曲） | 4:08 |
| 4.        | 「暮れゆく街のふたり」         |           |            | サザンオールスターズ&片山敦夫 片山敦夫（管編曲） | 4:24 |
| 5.        | 「盆ギリ恋歌」                 |           |            | サザンオールスターズ&片山敦夫                    | 4:21 |
| 6.        | 「ごめんね母さん」             |           |            | サザンオールスターズ&片山敦夫                    | 3:46 |
| 7.        | 「風のタイムマシンにのって」   |           |            | サザンオールスターズ&片山敦夫                    | 4:17 |
| 8.        | 「史上最恐のモンスター」       |           |            | サザンオールスターズ&片山敦夫                    | 5:08 |
| 9.        | 「夢の宇宙旅行」               |           |            | サザンオールスターズ&片山敦夫 片山敦夫（弦編曲） | 4:43 |
| 10.       | 「歌えニッポンの空」           |           |            | サザンオールスターズ&片山敦夫                    | 4:13 |
| 11.       | 「悲しみはブギの彼方に」       |           |            | サザンオールスターズ                             | 4:25 |
| 12.       | 「ミツコとカンジ」             |           |            | サザンオールスターズ                             | 4:31 |
| 13.       | 「神様からの贈り物」           |           |            | サザンオールスターズ&片山敦夫 片山敦夫（弦編曲） | 3:48 |
| 14.       | 「Relay〜杜の詩」              |           |            | サザンオールスターズ&片山敦夫                    | 4:01 |
| 合計時間: | 合計時間:                      | 合計時間: | 60:29      |                                                  |      |

### 曲解説
1. 恋のブギウギナイト
2024年に配信された7作目の配信シングルのリマスタリング ver.。
2. ジャンヌ・ダルクによろしく
2024年に配信された8作目の配信シングルのリマスタリングver.。
3. 桜、ひらり
2025年元日に配信された9作目の配信シングルのリマスタリングver.。
4. 暮れゆく街のふたり
松竹映画『盤上の向日葵』主題歌[注釈 2]。
本楽曲のイメージが湧いたきっかけとして『ドキュメント72時間』（NHK総合、2020年1月17日放送分）で青森県・下北半島の飲み屋街が取り上げられていたのを桑田が見たことが挙げられており[31][32]、その後に『猫に小判スタジオ』のマイクの前で、座ってギターを持ちながら何小節かずつ、クリック（ガイド音）を聴いたり止めたりしながら、思いつくままに曲を作っていったという[32]。
5. 盆ギリ恋歌
2023年に配信された4作目の配信シングルのリマスタリング・リミックス ver.。
アルバム収録にあたり、ギターなどの手直し、サビのコーラス追加などを行っており、桑田は「サザンの原点とも言えるエキゾチックな歌謡性を増したバージョン」としている[33]。
6. ごめんね母さん
妖しい宅録ファンク[34]。Aメロのコード進行はアメリカの「名前のない馬」を参考にしている[34]。また、先述の通り本楽曲の歌詞の「だからもうしない」の部分については仮歌のテイクをそのまま使用している[13]。
歌詞の内容から闇バイトなどを題材にした楽曲と解説されたこともあったが[35]、桑田は「もっと月並みに、田舎から出てきて新宿でホストか何かやっている男の子が、ちょっと出来心でしくじっちゃったとか、そんな感じで書いてたんだけど、故郷のお袋に合わせる顔がない、みたいなね」と説明し、上記の解説のような制作意図は当初は無かった旨を語っている[36]。また、この歌詞は桑田が当時読んでいた小説（作風は暗くて重い内容であり、桑田本人からは作者やタイトルは明言されていない）から影響を受けた内容であることも説明されている[34]。
7. 風のタイムマシンにのって
原由子ボーカル曲。鎌倉から藤沢までのエリアが歌詞の舞台となっており、和賀江・由比ヶ浜・小動・江の島といった地名や、葛飾北斎の名前及び『富嶽三十六景』を連想させるフレーズも登場しており[37]、作者の桑田がこれらの地を車で運転しながら「想像の中で」描いた内容となっている[38]。
本楽曲の歌詞が書かれたきっかけとして、テレビ番組（TBS系列『集まれ！内村と○○の会』2023年11月8日放送分）のロケで出川哲朗・秋元真夏・堀未央奈が車で由比ヶ浜から稲村ヶ崎までの移動中に、車中で「勝手にシンドバッド」をラジカセでかけるシーンがあったことが挙げられており、番組を見た桑田は「それを拝見して『いいなぁ』と思ってね。いや、実は色んな意味でとても感動して涙が出た（笑）」と振り返っている[38]。なお、同番組での一連の行動は交差点で「勝手にシンドバッド」をスタートし江の島が見える場所まで約1.4kmの距離を平均時速46キロで運転し、歌詞の「江ノ島が見えてきた」の部分にピッタリと合えばミッションクリアとなるルールで行われ、「勝手にシンドバッドチャレンジ」と銘打たれていた[39]。また、他にもその番組をきっかけとして桑田自身も逗子方面から車を走らせ、それを抜けると材木座海岸が見える飯島トンネルがあったことも挙げており、「そのあたりのことを歌にできたらなぁと思ったんです」と回想している[38]。
8. 史上最恐のモンスター
地球全体を脅かす自然災害と環境破壊の不穏について語られた楽曲[40]。歌詞中にホーキング、ウクライナといった個人名や国名が登場する[41]。
9. 夢の宇宙旅行
メンバー全員出演のユニクロ「Life Wear/ジーンズホテル MEN篇、WOMEN篇」CMソング[42]。nishikawa「エアー」CMソング[43]。
弾けるグラムロックナンバーで、歌詞にはイギー・ポップや大谷翔平といった個人名が登場する[4][44]。また、先述したnishikawaのタイアップについては、大谷が同社と契約を結んでいるため『桑田佳祐のやさしい夜遊び』2025年2月1日放送分で桑田が「大谷翔平選手ご本人からご了承いただいた」というニュアンスで発表前に匂わせる発言を行っており、誤解を招く発言だったため問い合わせが多く殺到し、一部メディアが「コラボ楽曲」「公認楽曲」などと書き立てたため、後にサザンの公式サイトでそういった意味合いに対しての否定と訂正を行う文章が掲載された[45][46]。実際に大谷が出演したnishikawaのCMでは、本楽曲のラスサビの「目の前に大谷翔平のサイン」のフレーズに合わせて大谷のサインが表示されている[47]。
本作の発売日である3月19日午前0時にMVがサザンオールスターズ公式YouTubeチャンネルにてプレミア公開された[48]。
10. 歌えニッポンの空
2023年に配信された5作目の配信シングルのリマスタリング・リミックスver.。
11. 悲しみはブギの彼方に
ユニクロ「Life Wear/ブラトップ ホップステップ春篇[49]、夏篇[50]」CMソング。
デビュー前の最初期に制作された楽曲であり、本作に収録するにあたって新たにサザンのメンバー全員がビクタースタジオに揃いレコーディングがなされた[4]。
桑田は本楽曲について、サザンで5本の指に入る好きな楽曲と述べている[51]。
12. ミツコとカンジ
「悲しみはブギの彼方に」とのメドレーのように配置されている。また、ザ・バンドの「ザ・ウェイト」を引用している[52]。
歌詞のモデルは倍賞美津子・アントニオ猪木（本名は猪木 完至[53]）元夫妻である[54]。
桑田はかねてから猪木のファンを公言しており、1982年に音楽番組『ザ・ベストテン』を皮切りに何度か共演し、「太陽は罪な奴」のミュージック・ビデオにも猪木がゲスト出演した[55][56]。また、桑田はソロ・サザンを問わずライブ終了後に「1、2、3、ダーッ！」を観客と斉唱するのを恒例にしている[57]。「悲しみはブギの彼方に」と同じく、サザンのメンバー全員がビクタースタジオに揃いレコーディングがなされた。なお、この時の模様は2024年のライブ・ビデオ『茅ヶ崎ライブ2023』完全生産限定盤付属ボーナスディスク『DOCUMENTARY FILM「茅ヶ崎ライブのすべて」』のエンディングに収録されており、本楽曲のBメロを演奏し始める所で映像は終了している[58]。
13. 神様からの贈り物
NHK放送100年関連番組テーマソング[注釈 3][60][61]。
日本の歌謡曲とそれらを歌唱した歌手の方々を始めとした先達が築き上げてきた芸能への敬愛と日本に生まれ育ったことへの誇りと感謝の念[注釈 1]が歌われている[4][68][69]。
ラスサビのフレーズは先述したキャッチコピーや「桜、ひらり」の先行リリースに伴うコメントで流用されている[4][70]。
5月21日には3月21日に放映されたNHKの特別番組「サザンオールスターズ スペシャル ～テレビからの贈り物～」で収録された、スタジオライブ映像が公開された[71]。
6月2日には茅ケ崎市出身のSOTA(BE:FIRST)が振付をしたダンス動画が公開された[72]。
14. Relay〜杜の詩
2023年に配信された6作目の配信シングルのリマスタリング・リミックスver.。

### SPECIAL DISC
※完全生産限定盤のみ収録。（）は初版発売年。
『Live at ROCK IN JAPAN FESTIVAL 2024 in HITACHINAKA』
1. 女呼んでブギ（1978年）
2. ジャンヌ・ダルクによろしく（2024年）
3. My Foreplay Music（1981年）
4. 海（1984年）
5. 神の島遥か国（2005年）
6. 栄光の男（2013年）
7. 愛の言霊 〜Spiritual Message〜（1996年）
8. いとしのエリー（1979年）
9. 思い過ごしも恋のうち（1979年）
10. 東京VICTORY（2014年）
11. 真夏の果実（1990年）
12. 恋のブギウギナイト（2024年）
13. LOVE AFFAIR 〜秘密のデート（1998年）
14. マチルダBABY（1983年）
15. ミス・ブランニュー・デイ (MISS BRAND-NEW DAY)（1984年）
16. みんなのうた（1988年）
17. マンピーのG★SPOT（1995年）

ENCORE
18. 希望の轍（1991年）
19. 勝手にシンドバッド（1978年）

## 参加ミュージシャン
- 桑田佳祐 - Vocal, Bass, Acoustic Guitar, Electric Guitar, Electric Slide Guitar, Gut Guitar, Ukulele, Conga, Cowbell, Tambourine, Harmonica,  Whistle, Clap & Backing Vocal
- 関口和之 - Bass
- 松田弘 - Drums & Backing Vocal
- 原由子 - Vocal, Acoustic Piano, Piano, Organ, Glockenspiel & Backing Vocal
- 野沢秀行 - Percussion

| 恋のブギウギナイト - 片山敦夫 - Synthesizer Bass, Piano & Synthesizer - 角谷仁宣 - Synth & Rhythm Programming - 401stオールスターズ - Backing Vocal ジャンヌ・ダルクによろしく - 片山敦夫 - Piano, Synthesizer & Backing Vocal - 斎藤誠 - Electric Guitar & Backing Vocal - 曽我淳一 - Synthesizer, Rhythm Programming & Backing Vocal 桜、ひらり - 片山敦夫 - Electric Piano, Glockenspiel & Synthesizer - 斎藤誠 - Acoustic Guitar & Gut Guitar - 角谷仁宣 - Synth & Rhythm Programming - 金原千恵子ストリングス - Strings 暮れゆく街のふたり - 片山敦夫 - Synthesizer Bass, Synthesizer Guitar, & Synthesizer - 角谷仁宣 - Synth & Rhythm Programming - 山本拓夫 - Bass Clarinet 盆ギリ恋歌 - 片山敦夫 - Synthesizer Bass, Synthesizer Guitar, Synthesizer Brass & Synthesizer - 曽我淳一 - Synthesizer, Synth & Rhythm Programming, Clap & Backing Vocal - 山本拓夫 - Soprano Sax ごめんね母さん - 片山敦夫 - Synthesizer Bass, Synthesizer Brass, Electric Piano, Synthesizer, Clap & Backing Vocal - 斎藤誠 - Electric Guitar & Acoustic Guitar - 曽我淳一 - Synthesizer & Synth & Rhythm Programming 風のタイムマシンにのって - 片山敦夫 - Piano & Synthesizer - 斎藤誠 - Electric Guitar - 曽我淳一 - Synthesizer & Synth & Rhythm Programming - 山本拓夫 - Soprano Sax | 史上最恐のモンスター - 片山敦夫 - Piano, Synthesizer Bass, Synthesizer Strings & Synthesizer - 斎藤誠 - Electric Guitar - 曽我淳一 - Synthesizer & Synth & Rhythm Programming 夢の宇宙旅行 - 片山敦夫 - Piano, Glockenspiel & Synthesizer - 斎藤誠 - Electric Guitar - 角谷仁宣 - Synth & Rhythm Programming - 金原千恵子ストリングス - Strings 歌えニッポンの空 - 片山敦夫 - Synthesizer Bass, Synthesizer Guitar, Synthesizer Kalimba, Synthesizer Flugel & Synthesizer - 曽我淳一 - Synthesizer & Synth & Rhythm Programming - 401stオールスターズ - Backing Vocal 悲しみはブギの彼方に - 片山敦夫 - Organ & Synthesizer - 斎藤誠 - Electric Guitar - 角谷仁宣 - Synth Programming 車屋さん / The original song by 美空ひばり written by 米山正夫 ©1961 By Columbia Songs, inc. ミツコとカンジ - 片山敦夫 - Electric Piano, Organ & Backing Vocal - 斎藤誠 - Electric Guitar - 角谷仁宣 - Synth Programming 神様からの贈り物 - 片山敦夫 - Piano, Clavinet & Glockenspiel - 斎藤誠 - Electric Guitar - 曽我淳一 - Synth & Rhythm Programming - 金原千恵子ストリングス - Strings - 401stオールスターズ - Backing Vocal Relay〜杜の詩 - 片山敦夫 - Piano, Synthesizer Bass, Synthesizer Strings, Glockenspiel & Synthesizer - 曽我淳一 - Synthesizer & Synth & Rhythm Programming - 401stオールスターズ - Clap |